# バルドネッキア
バルドネッキア（イタリア語: Bardonecchia, IPA: [bardo'nekkja]）は、イタリア共和国ピエモンテ州トリノ県にある人口約3,200人の基礎自治体（コムーネ）で、イタリア共和国最西端のコムーネである。フレジュス峠の麓にある国境の町で、隣国フランスに至る幹線鉄道や高速道路が当地を通っている。イタリア王国宰相カミッロ・カヴールが建設を主導したフレジュス鉄道トンネルのイタリア側の坑口がある。
山岳リゾート地であり、2006年トリノオリンピックではスノーボードの会場となっている。

## 名称
- フランス語: Bardonèche または Bardonnèche
- オック語: Bardonecha

## 地理

### 位置・広がり
トリノ県西部のコムーネで、ヴァル・ディ・スーザの最も奥に位置する。バルドネッキアの集落は、州都・県都トリノの西約77km、グルノーブルの東約78km、シャンベリの南東約81kmに位置する。

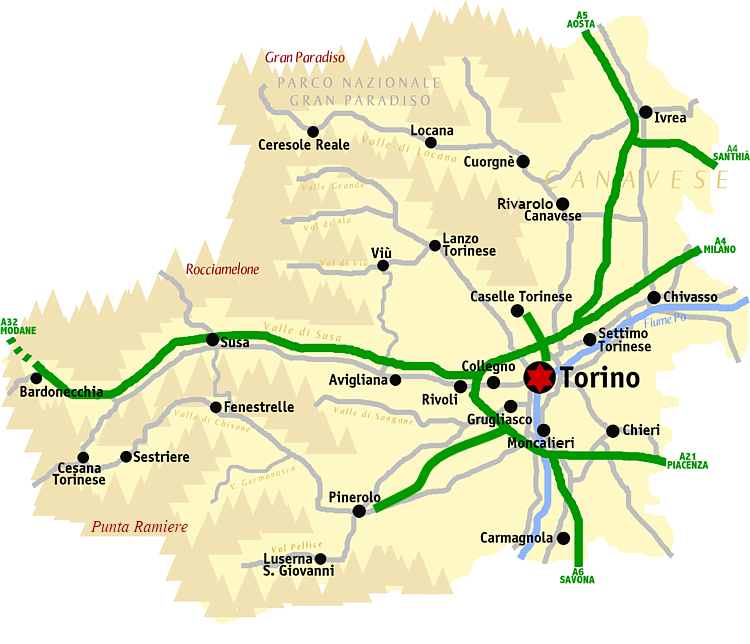
トリノ県概略図

#### 隣接コムーネ
隣接するコムーネ、およびそれに相当する行政区画は以下の通り。FRで始まるのはフランス領で、FR-05はオート＝アルプ県、FR-73はサヴォワ県を示す。
- モダーヌ（英語版） (FR-73) - 北
- アヴリュー（英語版） (FR-73) - 北
- ブラマン（英語版） (FR-73) - 北東
- エジッレス - 東
- ウルクス - 南東
- ナヴァッシュ（英語版） (FR-05) - 南西

## 行政

### 分離集落
バルドネッキアには、以下の分離集落（フラツィオーネ）がある。
- Les Arnauds, Melezet, Millaures, Rochemolles, Les Issard

## 交通
- フレジュス鉄道トンネル
- バルドネッキア駅